# Kiyoum
Kiyoum bzw. Kiyum oder kiem (קיום; „Existenz“) war eine jiddische Monatszeitschrift, die von Überlebenden des Holocaust in Paris gegründet wurde und von 1948 bis 1960 erschien. Sie wurde vom Centre culturel der Fédération des sociétés juives de France herausgegeben. Herausgeber war Israel Jefroykim. Ihre Nachfolgerin war Unzer kiyoum bzw. Undzer kiem. 1952 schrieb das American Jewish Year Book über die jüdischen Zeitschriften in Frankreich im vorangegangenen Jahr: 

„Besonders erwähnenswert war Kiyoum ("Existenz"), eine jiddische Monatszeitschrift, die von der    Fédération des sociétés juives de France unter der Redaktion von Israel Jefroykim herausgegeben wurde. Diese Zeitschrift, die sich auf ihren Seiten mit den Problemen der Kontinuität und der Kreativität des jüdischen Lebens befasste, war zu einer der besten seriösen Zeitschriften in jiddischer Sprache geworden.“